# Mugarra
Mugarra es un monte de Vizcaya en el País Vasco (España), de 964 m de altitud pertenece al macizo de Aramotz dentro de los Montes del Duranguesado.

## Descripción
Dentro del conjunto de los montes del duranguesado, conocidos también como "la pequeña Suiza" la sierra de Aramotz se sitúa en la parte occidental del mismo. El Mugarra es la continuación del cordal Anboto, Alluitz y Untzillaitz y límite de esta sierra por el oeste. Toda la sierra de Aramotz forman parte del parque natural de Urkiola recorriéndolo en dirección noroeste-sureste. 
Inmensa mole de caliza arrecifal muy compacta y de color gris claro, contienen restos de corales coloniales masivos y grandes conchas rudicos y ostreicos. Se alza vertical hacia el cielo formando, sobre todo en su cara sur, un impresionante acantilado de más de 300 metros de altura sobre las praderas de Mugarrikolanda. Pared en la que habitan la mayoría de las parejas de buitres que residen en el parque natural de Urkiola (se estima que anidan más de 60 parejas en ella). La ladera norte, que se alza sobre la villa de Durango, mantiene una pendiente muy elevada, pero no llega a precipicio de la sur, está cubierta de hayas, espinos albares y encinas cantábricas, que también se extienden por la parte de la cara norte que no precipicio.
A los píes de la ladera sur se abren las campas de Mugarrikolanda (700 m) en la que hay una fuente, y de donde parten los caminos que se pierden en la agreste sierra de Aramotz, complejo Kárstico singular en donde destacan en su parte sur las cuevas de Baltzola y el arco de Gentil Zubi. A los píes de la Norte esta el espacio conocido como Neberondo donde se mantiene un antiguo almacén de nieve (se recogía en invierno para venderla hasta el verano) convertido en refugio y una zona de esparcimiento.
En el espolón que se forma como continuación de la cresta hay varias vías de escalada pero normalmente no está permitido su ascenso por la interferencia que causa en la nidificación de las aves. Este espolón calizo, como todo el monte, está siendo consumido por una explotación minera a cielo abierto, una gran cantera, que le causa un daño irreparable y llega hasta el límite del Parque.

## Ascensos
Desde Mañaria.
En Mañaria (181 m), un buen camino asciende al collado Mugarrikolanda (760 m) por encima de la vaguada de Aldebaraieta sobre la que se sitúan algunos caseríos dispersos. Desde el collado una senda permite sin dificultades ni vértigos alcanzar la cima por el filo Oeste. Desde el camino a Mugarrikolanda es posible acceder, en fuerte pendiente por la pedriza a una marcada brecha en su cresterio oriental. Se trata de la brecha de Atxurkulu (662 m). El pitón de Atxurkulu (686 m), quedará cercano a al derecha. A la brecha se llega también desde la vertiente opuesta. En este punto se inicia el recorrido de la cresta E. (P.D.), sin dificultades importantes y, en cualquier caso, soslayables hasta alcanzar un marcado corredor herboso que aborda la parte final de la cresta con el menor nivel técnico.
Desde Durango.
Desde Durango (113 m) hay que salir hacia la ermita de San Andrés (210 m). De aquí se sigue por el caserío Arrioletxe (256 m) hasta Santa Lucía (375 m). Ahora comienza la ascensión propiamente dicha penetrando en la barrancada de Kataska entre los peñascos de Mugarra (964 m) y Pagasarri (851 m). Superados los peldaños calizos del paso de Kataska se desembocará en Mugarrikolanda (760 m).

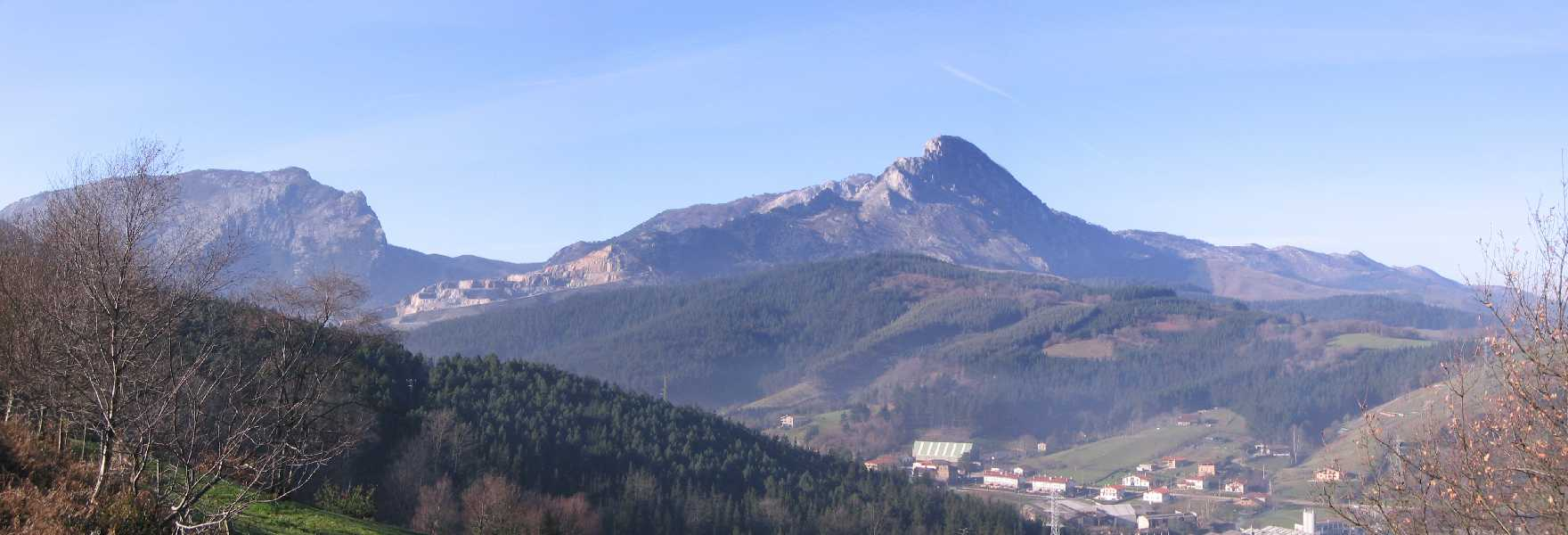
Vista general del Mugarra, a su derecha el Arrietabaso (1.010 m) a la izquierda toda la línea de montes que limitan por el norte la sierra de Aramotz, el último es Belatxikieta. El núcleo urbano que se aprecia en la parte inferior de la foto es Izurza.

Tiempos de accesos: 
- Mañaria (2h).
- Durango (2h 30m).[1]